# Edith Grøn
Edith Dorthe Grøn (født 19. februar 1917 i København, død 15. marts 1990 i Managua, Nicaragua) var en nicaraguansk billedhugger.

## Opvækst
Grøn fødtes i København 1917, som datter til Vilhelm Andersen Grøn og Sofie Rasmussen. Hun havde en yngre broder, Niels Aage Frederik Grøn. År 1923 flyttede familien til Managua, Nicaragua, på grund af den vanskelige økonomiske situation i Danmark efter første verdenskrig. I Managua åbnede de en butik ved navn La Casa Dinamarca, hvor hele familien arbejdede. Da Edith var 14 år gammel, kom hun alvorligt til skade i en trafikulykke, da familien var på vej hjem fra en strandudflugt. Det lykkedes for lægerne at redde hendes liv, men hendes ansigt blev deformeret.

## Kunststudier
Grøn studerede først kunst ved Escuela de Arte de Managua med billedhuggeren Genaro Amador Lira. År 1943 vandt Grøn prisen Primer Premio del Concurso de Arte 'Rubén Darío' i en kunstudstilling på Palacio de la Cultura i Managua, med en skulptur ved navn Amo Muerto. Samme år begyndte hun at studere på Academia de San Carlos ved Universidad Nacional Autónoma de México, hvor hun tog klasser med Fidias Elizondo, Ignacio Asúnsolo og Luis Ortiz Monasterio. Hun rejste senere til New York, hvor hun studerede skulptur og keramik på Columbia University fra 1946 til 1947.

## Kunstneriskt arbejde
I sine skulpturer arbejdede Grøn blandt andet med portræt, buster, folkeminde og mindesmonument. Hendes kunst var blandt andet påvirket af den rumænske billedhugger Constantin Brâncuși.
Grøn skabt et stort antal buster af kendte nicaraguanere, som lærerinden Doña Chepita Toledo de Aguerri og doktor Joaquín Vigil. Grøn skabte også en række skulpturer af nicaraguanske nationalhelte: soldaten Andrés Castro, læreren Enmanuel Mongalo y Rubio, arbejderen Felipe Neri Fajardo, generalen José Dolores Estrada Vado, indianerlederen Diriangen og præsidenten Emiliano Chamorro Vargas. Den person, som hun lavede flest skulpturer af, var digteren Rubén Darío.
Grøn skabt over 300 skulpturer. De fleste findes i Nicaragua, men hendes kunstværker findes også i eksempelvis Belgien, Colombia, Costa Rica, Danmark, Frankrig, USA, Mexico, Peru, Spanien og Tyskland.

## Kunstværk
- Estatua del cacique Nicarao Arkiveret 30. januar 2016 hos  Wayback Machine, Managua.
- Cabeza de Rubén Darío, Centro Escolar Rubén Darío, Ciudad Darío.
- El Relevo Arkiveret 29. januar 2016 hos  Wayback Machine, Managua.
- Buste af Rubén Darío Arkiveret 22. november 2015 hos  Wayback Machine, Miami, USA.